# Lodi (California)
Lodi (IPA: /ˈloʊd.aɪ/) è una città di 64 596 abitanti nella contea di San Joaquin, in California, negli Stati Uniti d'America.
È conosciuta soprattutto per essere un centro di produzione vinicola, anche se le relative annate sono state tradizionalmente meno prestigiose rispetto alle vicine contee di Napa e di Sonoma. Tuttavia, negli ultimi anni, la denominazione di Lodi è stata sempre più rispettata per il relativo vino dello Zinfandel ed altre varietà. Lodi, inoltre, è divenuta famosa per l'omonimo singolo della band californiana Creedence Clearwater Revival e per la nomina di "Regione vinicola dell'anno 2015" dalla rivista Wine Enthusiast Magazine.

## Geografia fisica
Il territorio di Lodi, esteso per 35,8 km², sorge nell'area settentrionale della Central Valley, al confine con la città vicina di Stockton. L'altitudine massima è di 15 m s.l.m., dunque il terreno è pianeggiante.

### Clima
Il clima di Lodi è caratterizzato nella stagione invernale da giornate fredde ed umide ed occasionalmente densi banchi di nebbia. In estate si registrano giornate calde e secche. Secondo la classificazione climatica di Köppen, Lodi possiede un clima mediterraneo di tipo Csa. Inoltre, a causa della vicinanza della città al Delta del Sacramento, le temperature in estate possono scendere anche sui 10 °C.
Le temperature medie di gennaio si attestano ad un massimo di 13 °C e a un minimo di 3 °C. Le temperature medie di luglio oscillano tra un massimo di 33 °C ed un minimo di 14 °C. La temperatura massima registrata è di 44 °C il 15 giugno 1961, mentre quella minima è di −12 °C registrata l'11 gennaio 1949.
Le precipitazioni annuali medie si attestano sui 46 cm, con una media di 59 giorni di pioggia all'anno. L'anno più piovoso è stato il 1983 con 90 cm di pioggia, mentre l'anno più secco è stato il 1976 con 18,2 cm. La piovosità più intensa in un mese è stata di 38,1 cm nel gennaio 1911. La piovosità più intensa in un giorno è stata di 9,6 cm registrata l'11 dicembre 1906. In quest'area, i fenomeni nevosi sono molto rari; tuttavia si è verificata una nevicata di 3,8 cm il 12 gennaio 1930.
| Lodi                  | Mesi | Mesi | Mesi | Mesi | Mesi | Mesi | Mesi | Mesi | Mesi | Mesi | Mesi | Mesi | Stagioni | Stagioni | Stagioni | Stagioni | Anno  |
| Lodi                  | Gen  | Feb  | Mar  | Apr  | Mag  | Giu  | Lug  | Ago  | Set  | Ott  | Nov  | Dic  | Inv      | Pri      | Est      | Aut      | Anno  |
| --------------------- | ---- | ---- | ---- | ---- | ---- | ---- | ---- | ---- | ---- | ---- | ---- | ---- | -------- | -------- | -------- | -------- | ----- |
| T. max. media (°C)    | 13   | 17   | 19   | 23   | 27   | 31   | 33   | 32   | 31   | 26   | 18   | 13   | 14,3     | 23       | 32       | 25       | 23,6  |
| T. min. media (°C)    | 3    | 4    | 6    | 7    | 10   | 12   | 14   | 13   | 12   | 9    | 5    | 2    | 3        | 7,7      | 13       | 8,7      | 8,1   |
| T. max. assoluta (°C) | 22   | 28   | 31   | 36   | 40   | 44   | 43   | 43   | 42   | 38   | 31   | 24   | 28       | 40       | 44       | 42       | 44    |
| T. min. assoluta (°C) | −12  | −8   | −6   | −2   | 0    | 3    | 4    | 4    | 1    | −2   | −6   | −11  | −12      | −6       | 3        | −6       | −12   |
| Precipitazioni (mm)   | 90,4 | 83,6 | 75,9 | 29,5 | 15,5 | 3,3  | 1,5  | 2,0  | 8,6  | 26,7 | 59,7 | 66,0 | 240,0    | 120,9    | 6,8      | 95,0     | 462,7 |
| Giorni di pioggia     | 10   | 9    | 9    | 6    | 3    | 1    | 0    | 0    | 1    | 3    | 7    | 9    | 28       | 18       | 1        | 11       | 58    |

## Origini del nome
Le origini del nome Lodi sono sconosciute. Si presume che esso derivi dal nome di un cavallo divenuto famoso nella seconda metà dell'Ottocento per la sua vittoria durante una corsa. In alternativa, Lodi è la città italiana dove Napoleone sconfisse gli austriaci nella Battaglia di Lodi e vinse la sua prima battaglia militare. Un'altra ipotesi potrebbe essere data dall'origine di alcune famiglie fondatrici della città; infatti, esse provenivano da Lodi, cittadina omonima situata nell'Illinois.

## Storia

La città in un'immagine storica.

Le origini della città risalgono al 1859, quando un gruppo di famiglie locali edficarono una scuola vicino alle attuali Cherokee Lane e Turner Road. Nel 1869 iniziarono i lavori per la costruzione di una nuova linea, per conto della Central Pacific Railroad, una società di trasporto ferroviario. Alcuni abitanti dell'antica Lodi indicarono il loro villaggio come incentivo alla costruzione di una nuova stazione ferroviaria, chiamandola così Mokelumne Station, a causa della vicinanza della stessa con il fiume Mokelumne. Nel 1906 la città venne chiamata ufficialmente Lodi e nel 1911 venne innalzata la stazione dei vigili del fuoco. Nel 1919 la città acquistò la Bay City Gas e la Water Works, società di fornitura di gas e acqua. Nello stesso periodo vennero costruiti il Lodi Opera House nel 1905, la biblioteca comunale nel 1909 e l'ospedale civile nel 1915.

## Società

### Evoluzione demografica
Abitanti censiti

## Cultura

### Musei
Il Hill House Museum, un edificio in stile vittoriano costruito intorno al 1906 per conto di un ricco abitante di Lodi, contiene reperti storici inerenti alla storia della città, inclusi i mobili originali della casa.
Il San Joaquin County Historical Society and Museum, il più grande museo della contea, si trova nell'area meridionale di Lodi, all'interno del Micke Grove Regional Park e traccia la storia della zona attraverso ritrovamenti e display interattivi.
World of Wonders è un museo a tema scientifico sul modello dell'Exploratorium di San Francisco. Inaugurato nel 2009, esso possiede contenuti interattivi, aule e un negozio di vendita al dettaglio.

### Media

#### Stampa
Le principali testate giornalistiche della città sono il Lodi Monthly Magazine e il Lodi News-Sentinel.

#### Televisione
Lodi appare in un episodio della serie televisiva The Girls Next Door. La serie televisiva Sons of Anarchy è ambientata in una città immaginaria poco distante da Lodi nella realtà.

### Teatro
Changing Faces Theater Company è un'organizzazione teatrale sostenuta dalla Lodi Arts Commission, i cui spettacoli vengono promossi ogni estate per due settimane. Il cast è composto principalmente da bambini dai sei anni in su fino agli studenti universitari e, qualche volta, anche da adulti. Le rassegne hanno luogo al Jessie's Grove Winery.

### Cinema
La città è stata menzionata nel film del 2015 Zona d'ombra, nel quale Will Smith interpreta Bennet Omalu, un neuropatologo nigeriano proveniente da Lodi il quale sostiene che ripetuti colpi subiti alla testa nell'ambito sportivo causino l'insorgere di malattie degenerative del cervello.

### Eventi
Il Mercato degli agricoltori (Farmers Market) si tiene annualmente ogni giovedì sera dal 16 maggio fino al 1º settembre nel centro della città di Lodi. L'evento è gestito dalla camera di commercio di Lodi e offre una vasta collezione di prodotti freschi e da forno, manufatti d'artigianato, bancarelle e intrattenimento dal vivo.
Un altro evento popolare è Sapore di Lodi (Taste of Lodi) a tema enogastronomico che espone i prodotti di quaranta cantine premiate da ristoranti e ristoratori più esclusivi della zona. L'evento offre anche seminari sul vino, dimostrazioni di cucina da parte di alcuni chef e musica dal vivo.
Istituito nel 2005 dalla Commissione dell'uva da vino di Lodi, lo Zinfest offre una varietà dei migliori vini Zinfandel di tutta Lodi. L'evento ha luogo al Lodi Lake e si tiene solitamente nel terzo fine settimana di maggio. Esso comprende anche una cena il venerdì sera chiamata Vintner's Grille.
Dal 1997, lo Wine and Chocolate Weekend propone due giorni di degustazione vini, prodotti a base di cioccolato e la possibilità di vincere premi.

## Economia

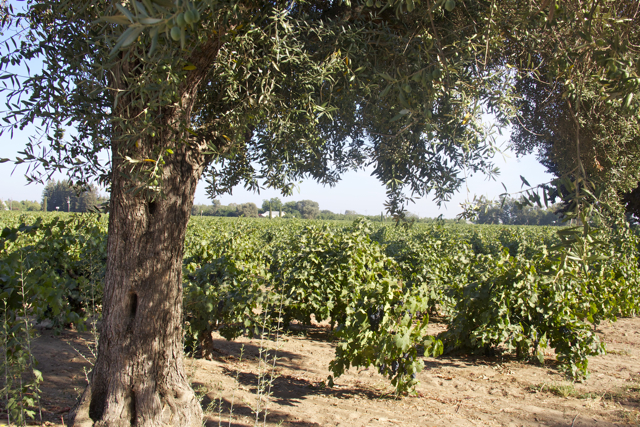
Alcuni vitigni nelle campagne di Lodi.

Le prime attività economiche della cittadina comprendevano impianti di lavorazione del legno, coltivazione di vigneti e frutteti e l'allevamento del bestiame. A partire dal XX secolo, sono nate le prime industrie produttrici e fornitrici di servizi generali con capacità di distribuzione nazionale.

### Agricoltura
La cittadina di Lodi e le zone limitrofe sono ben conosciute per la coltivazione dell'uva da vino. Sono presenti numerosi vigneti secolari di moltissime varietà tra cui il Bedrock, il Turley e l'abbondante Flame Tokay.

### Servizi
Lodi è sede della A&W Restaurants, catena di ristorazione che estende il suo bacino commerciale in tutti gli Stati Uniti.

## Amministrazione

### Gemellaggi
- Kōfu, dal 1981[32];
- Lodi, dal 1987[33].